# Franc-Waret
Franc-Waret är en ort i Belgien.   Den ligger i provinsen Namur och regionen Vallonien, i den centrala delen av landet, 60 km sydost om huvudstaden Bryssel. Franc-Waret ligger 183 meter över havet och antalet invånare är 315.
Terrängen runt Franc-Waret är platt. Runt Franc-Waret är det ganska tätbefolkat, med 96 invånare per kvadratkilometer.. Närmaste större samhälle är Namur, 10,0 km sydväst om Franc-Waret. 
Omgivningarna runt Franc-Waret är en mosaik av jordbruksmark och naturlig växtlighet.